# Öldzít járás (Dél-Hangáj)
Öldzít járás (mongol nyelven: Өлзийт сум) Mongólia Dél-Hangáj tartományának egyik járása. Területe 1900 km². Népessége kb. 3800 fő.
Székhelye Szangín dalaj (Сангийн далай), mely 88 km-re északkeletre fekszik Arvajhér tartományi székhelytől.